# (73157) 2002 GB127
(73157) 2002 GB127 – planetoida z pasa głównego asteroid okrążająca Słońce w ciągu 4,01 lat w średniej odległości 2,52 j.a. Odkryta 12 kwietnia 2002 roku.